# Harlequin (film, 1980)
Pour les articles homonymes, voir Harlequin.
Harlequin est un film australien réalisé par Simon Wincer, sorti en 1980.
Pour plus de détails, voir Fiche technique et Distribution.

## Synopsis
Le fils du sénateur Nick Rast est miraculeusement guéri d'une leucémie par Grégory Wolfe, un guérisseur aux pouvoirs extraordinaires. Celui-ci apprend par ailleurs à Rast que Wheelan, son principal soutien politique en apparence, le manipule à son insu. Mais Wheelan parvient à faire croire à Rast que Wolfe est un charlatan, et le convainc même de la nécessité de le supprimer...

## Fiche technique
- Titre : Harlequin
- Réalisation : Simon Wincer
- Scénario : Everett De Roche
- Production : William Fayman, Antony I. Ginnane et Jane Scott
- Budget : 850 000 dollars (501 000 euros)
- Musique : Brian May
- Photographie : Gary Hansen
- Montage : Adrian Carr
- Décors : Bernard Hides
- Costumes : Terry Ryan
- Pays d'origine : Australie
- Format : Couleurs - 2,35:1 - Mono - 35 mm
- Genre : Drame, fantastique, thriller
- Durée : 95 minutes
- Dates de sortie : 20 mars 1980 (Australie), 14 janvier 1981 (France)

## Distribution
- Robert Powell : Gregory Wolfe
- David Hemmings : Nick Rast
- Carmen Duncan (en) : Sandra Rast
- Mark Spain (en) : Alex Rast
- Broderick Crawford : Doc Wheelan
- Gus Mercurio : Mr. Bergier
- Alyson Best (en) : Alice
- Alan Cassell (en) : Mr. Porter
- Bevan Lee : Mr. Robinson
- Sean Myers : Benny Lucas
- Mary Simpson : Zoe Cayce
- Neville Teedy : le docteur Barthelemy
- Mary Mackay : Mlle Edith Twist
- John Frawley (en) : le docteur Lovelock
- Nita Pannell : Mabel Wheelan

## Autour du film
- Le tournage s'est déroulé à Perth, en Australie-Occidentale.

## Distinctions

### Récompenses
- Prix du jury de la critique internationale, meilleur scénario et meilleure photographie, lors du Festival international du film de Catalogne en 1980.
- Prix du jury, prix de la critique et prix du meilleur acteur pour Robert Powell, lors du Xe Festival du film fantastique de Paris.

### Nominations
- Meilleur réalisateur, meilleure actrice pour Carmen Duncan, meilleur montage, meilleurs décors et meilleurs costumes, lors des Australian Film Institute Awards en 1980.
- Meilleur film international, par l'Académie des films de science-fiction, fantastique et horreur en 1981.

## Sortie vidéo
Le film est réédité en combo DVD/Blu-ray avec livret le 3 février 2020 chez Rimini Éditions. Parmi les bonus, une interview d'époque de Robert Powell et David Hemmings (6'), des interviews de Simon Wincer, Antony I. Ginnane, Everett de Roch et du comédien Gus Mercurio (interviews issues des rushes du documentaire Not quite Hollywood de Mark Hartley) (50'), un entretien avec le critique Kim Newman sur la Ozploitation (15') et un livret de 10 pages signé Marc Toullec.